# Aderus tantillus
Aderus tantillus é uma espécie de besouro da família Aderidae. É encontrado na América Central e na América do Norte.